# Simon Laner
Simon Laner (* 28. Januar 1984 in Bozen) ist ein italienischer Fußballspieler. Der Mittelfeldspieler wurde 2003 mit der italienischen U-19-Nationalmannschaft Europameister.

## Karriere

### Vereine
Laner debütierte 2002 in der Profimannschaft von Hellas Verona in der Serie B. Um Spielerfahrung zu sammeln, wurde er von 2003 bis 2006 an Carrarese Calcio und Real Castelnuovo in die Serie C2 ausgeliehen. Nach einer kurzen Rückkehr zu Verona folgte eine weitere Leihgabe, diesmal an die ebenfalls viertklassige US Sanremese. 2007 wurde Laner vom Serie-C1-Club AC Pro Sesto verpflichtet, 2008 wechselte er zu UC AlbinoLeffe in die Serie B. Nach guten Leistungen erhielt er in der Saison 2010/11 die Chance, für Cagliari Calcio in der Serie A spielen zu können, und kam gleich zum Saisonauftakt zu seinem ersten Einsatz. In den insgesamt 18 Spielen für Cagliari konnte er sich allerdings nicht nachhaltig durchsetzen und der Verein verzichtete auf eine endgültige Verpflichtung des in Gargazon in Südtirol aufgewachsenen Mittelfeldspielers. In der Folge kehrte er für eine Saison zu AlbinoLeffe zurück. 2012 wechselte er zu Hellas Verona, 2014 leihweise zu Novara Calcio. Es folgten noch drei weitere Leihen: 2014 zum FC Carpi, 2015 zum FC Chiasso und 2016 zum FC Modena. 2017 kehrte er zu Hellas zurück.

### Nationalmannschaft
Laner war für die U-19- und die U-20-Nationalmannschaft Italiens aktiv. 2003 gewann er mit Italien die U-19-Fußball-Europameisterschaft.